# Continuitate a guvernului
Continuitate a guvernului sau Continuitate în a guverna sau Continuitate în guvernare (conform conceptului din limba engleză, Continuity of government sau COG) este un principiu de stabilire a unor proceduri clare de urmat pentru ca un guvern să-și poată desfășura activitățile sale esențiale de conducere în orice fel de cazuri catastrofice (așa cum ar putea fi un război nuclear). 
Conceptul și strategia aplicării sale, care au fost create și dezvoltate în timpul războiului rece, au fost implementate în multe țări pentru a evita un vid la nivel de conducere statală, care ar putea conduce la anarhie sau la asumarea nejustificată și ilegală a autorității. 